# Puya atra
Puya atra là một loài thực vật có hoa trong họ Bromeliaceae. Loài này được L.B.Sm. miêu tả khoa học đầu tiên năm 1954. Chúng là loài đặc hữu của Bolovia.